# Éljúðnir
Nella mitologia norrena, l'éljúðnir è il palazzo della dea Hel. Il nome significa freddo di nevischio. All'interno di questo palazzo dalle grandi mura, si trovano le suppellettili della gigantessa. Hungr (fame) è il piatto, Sulltr (carestia) il coltello, Fallanda Forað (pericolante) la soglia, Kör (letto degli ammalati) il letto e Blíkianda Böl (ossido) gli ornamenti. I suoi servi sono due Ganglati (il pigro) e Ganglöt (la sciatta).